# Почтовые ордера Северного Борнео

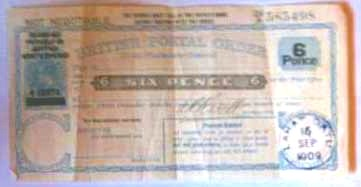
Почтовые ордера Великобритании номиналом в 6 пенсов (1909), выпущенный в Лахад-Дату (Северное Борнео) и проданный на eBay в 2005 году за 980 фунтов стерлингов

Почтовые ордера Северного Борнео — бланки денежных почтовых переводов для оплаты небольших сумм, применявшиеся в почтовой системе колониального Северного Борнео. Дата начала выпуска на территории этой колонии почтовых ордеров неизвестна; их использование прекращено в связи с упразднением Британского Северного Борнео в 1963 году.

## Описание
Почтовые ордера Северного Борнео поступали в обращение в виде британских почтовых ордеров, которые надпечатывались, а также гасились круглыми штемпелями в местных почтовых отделениях для их последующего употребления на территории колонии.

## История
Эмиссии почтовых ордеров для Британского Северного Борнео производились неоднократно вплоть до 1963 года, когда колония была упразднена и вошла в состав независимой Федерации Малайзия в качестве её штата Сабах.

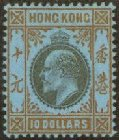
Пример изображения короля Эдуарда VII на марке Гонконга (1903). Аналогичный рисунок использовался в начале XX века на Почтовые ордера Великобритании, в том числе в Северном Борнео

Наиболее ранний из известных почтовых ордеров Северного Борнео, номиналом в 6 пенсов, был эмитирован в Лахад-Дату (англ. Lahad Datu) в 1909 году (см. илл. выше). В левом верхнем углу на нём стоит надпечатка «англ. Poundage payable in British North Borneo» («Плата в Британском Северном Борнео, взимаемая за перевод денег по почте в зависимости от переводимой суммы»), а в правом нижнем углу — круглый календарный штемпель с указанием места («Lahad Datu») и даты гашения («15 Sep 1909» — «15 сентября 1909»). Рисунок напечатанного на ордере знака почтовый оплаты содержал портрет короля Эдуарда VII, известный по стандартным почтовым маркам Великобритании и британских владений того времени (ср. илл. справа).

## Коллекционные аспекты
Сохранившиеся экземпляры почтовых ордеров Северного Борнео, по-видимому, очень редки и ценятся среди коллекционеров. Например, упомянутый выше почтовый ордер 1909 года был реализован на интернет-аукционе eBay в июле 2005 года за 980 фунтов стерлингов.
Базирующиеся в Великобритании Общество изучения надпечаток (GB Overprints Society) и Общество изучения почтовых ордеров (англ. Postal Order Society) включают ордера Северного Борнео в свои списки почтовых ордеров по странам выпуска.